# Itsekiris
Els itsekiris, itsekris, ishekiris, itsekhiris, jekris o isekiris són un grup ètnic del Delta del Níger, a l'Estat del Delta, a l'extrem sud de Nigèria. Hi ha uns 812.000 itsekiris que viuen a les LGAs de Warri (South, North i South West), Bomadi i Ethiope També hi ha comunitats d'itsekiris que viuen a l'estat d'Edo i al d'Ondo, així com a altres ciutats nigerianes com Lagos, Sapele, Benin City, Port Harcourt i Abuja i a altres països trobem persones d'ascendència itsekiri al Regne Unit, Estats Units i el Canadà. Els itsekiris tradicionalment es refereixen al seu territori com el Regne de Warri o Iwerre, que és la zona dels tres LGAs de Warri. Aquesta zona és un territori clau, ja que està al centre de bosses importants de petroli i gas natural i hi ha diversos pous i refineries, sobretot a la metròpolis multiètnica de Warri, que és el nucli industrial i comercial més important de l'estat del Delta.
Els itsekiris estan relacionats amb els iorubes lingüísticament. Els itsekiris parlen itsekiri, una llengua ioruboide.

## Etnografia
Els itsekiris són un poble amb orígens ètnics barrejats que parlen una llengua molt propera al ioruba. Culturalment tenen lligams amb els iorubes, edos, urhobos i ijaws a causa del seu contacte. Tot i que estan relacionats lingüísticament amb els iorubes, a causa dels matrimonis entre diferents grups ètnics, els itsekiris d'avui en dia tenen orígens ètnics molt diversos: iorubes, edos, urhobos, ijaws, anglesos, escocesos i portuguesos i són predominantment cristians (sobretot protestants i catòlics). Com que han estat en contacte amb el món occidental des de fa sis segles i han rebut influències culturals d'altres grups africans, la llengua i la cultura itsekiri contemporània és un híbrid de les nombroses cultures que han influenciat el seu desenvolupament. D'aquesta manera, molts itsekiris s'autoidentifiquen com a itsekiris, però també com membres d'altres grups humans.

## Història
Al segle xv, els primers itsekiris van adoptar un príncep (ginuwa) del Regne de Benín com a monarca i van constituir un regne sota el seu govern. Els itsekiris, que tradicionalment eren pescadors i comerciants van fer durant el segle XVI els primers contactes amb els comerciants portuguesos que van introduir el catolicisme. La monarquia itsekiri continua fins a l'actualitat; el 1987 es va coronar l'actual monarca, Ogiame Atuwatse II. La capital històrica dels itsekiris és ode-itsekiri, tot i que el rei té un palau a la ciutat de Warri, en la que també hi viuen membres d'altres grups humans com urhobos, ijaws, isokos i altres nigerians expatriats que treballen a la indústria del petroli i del gas natural.

## Actualitat
En l'actualitat la vida i el territori itsekiri està marcat per la indústria de l'extracció de petroli. Tot i el desenvolupament econòmic que ha provocat, també cal destacar que aquesta indústria ha provocat problemes mediambientals i ha destruït el comerç i l'economia local i ha fet que els itsekiris hagin tingut conflictes amb grups ètnics veïns, sobretot amb els ijaws, coneguts amb el nom de Crisi de Warri.

## Cultura
Els itsekiris, tradicionalment, vivien en una societat que estava regida per un monarca (l'olu) i un consell de caps tribals que conformaven la classe aristocràtica. La societat itsekiri s'organitzava en estaments socials: hi havia un estament superior en el qual hi havia la família reial i l'aristocràcia (els oloyes i olareajas) que eren els membres de les cases nobles, entre les quals hi havia la família reial, la família Olgbotsere (del Primer Ministre o "fabricant de reis") i la família Iyatsere (del "cap de defensa"). Els Omajaja era l'estament corresponent a la classe mitjana, que eren els itsekiris lliures i els ciutadans. A l'escalafó més baix, hi havia els Oton-Eru, els esclaus i descendents d'esclaus. En l'actualitat, la societat itsekiri no considera l'esclavitud i tothom és considerat lliure.
El vestit tradicional dels homes és una camisa de mànigues llargues que es diu kemeje, un embolcall a la cintura i porten un barret amb una ploma. El vestit tradicional de les dones és una blusa i un embolcall a cintura. Porten adornaments com bufandes de colors (nes) o collarets de coralls. Els itsekiris també són famosos per les seves habilitats tradicionals en la pesca, els seus balls tradicionals i cançons melodioses i les seves festes on hi ha grans mascarades i regates amb barques.
Abans de la introducció del cristianisme, al segle xvi, els itsekiris, com els altres grups ètnics africans creien en les religions tradicionals. La seva era coneguda amb el nom d'Ebura-tsitse, estava basada en l'adoració dels avantpassats i encara influencia molt en les creences i rites actuals dels itsekiris. El 98% dels itsekiris són cristians, dels quals el 36% són evangèlics.

## Llengua
Els itsekiris parlen la llengua itsekiri, que està molt relacionada amb els dialectes del sud-est del ioruba. Hi ha comunitats itsekiris semiautònomes com els ugborodos que diuen que són descendents directes dels ijebus (un subgrup ioruba).